# 1720
1720 (MDCCXX) je bilo prestopno leto, ki se je po gregorijanskem koledarju začelo na ponedeljek, po 11 dni počasnejšem julijanskem koledarju pa na petek.

## Dogodki
- 1. januar

## Rojstva
- 13. marec - Charles Bonnet, švicarski naravoslovec in entomolog, filozof († 1793)
- 11. maj - Karl Friedrich Hieronymus von Münchhausen, nemški pustolovec († 1797)